# Стињано (Лука)
Стињано је насеље у Италији у округу Лука, региону Тоскана.
Према процени из 2011. у насељу је живело 32 становника. Насеље се налази на надморској висини од 387 м.